# Žemlovka

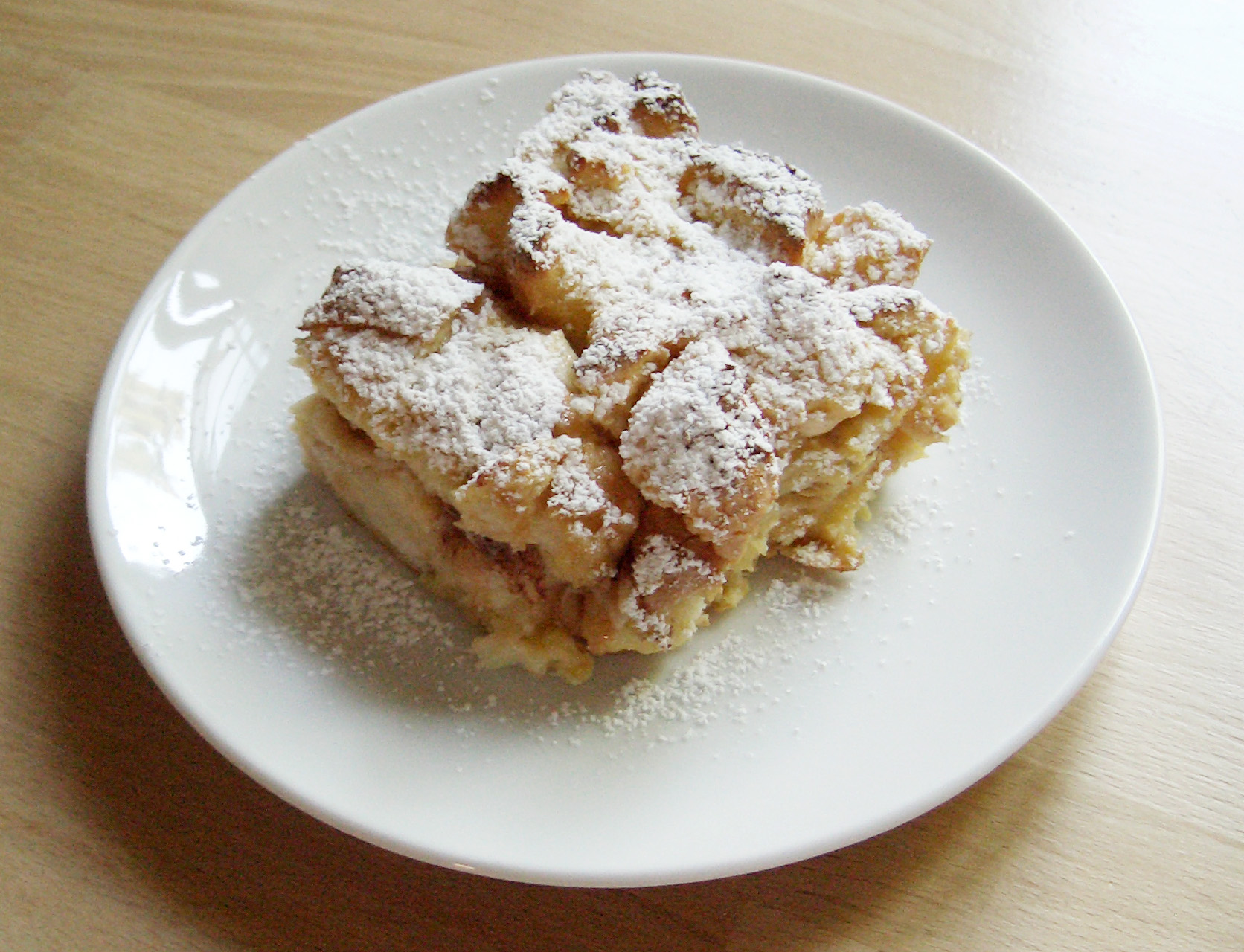
Žemlovka

Žemlovka (AFI: 'ʒɛmlouka) o Žemľovka (AFI: 'ʒemʎɔuka; en Austria conocido bajo el nombre Scheiterhaufen) es un plato de repostería preparado con manzanas y pan, empapado en leche.
Una variante de este plato utiliza pera en lugar de manzana. Esta comida es una parte tradicional de la cocina checa y eslovaca y generalmente se sirve en cantinas.

## Preparación
Consiste en mezclar los ingredientes que forman una masa húmeda y afrutada. Se hacen varias capas con la masa y la fruta, y se hornea la mezcla hasta que se forme una costra dorada encima. Žemlovka se puede comer frío o caliente.